# Baiso
Baiso är en ort och kommun i provinsen Reggio Emilia i regionen Emilia-Romagna i Italien. Kommunen hade 3 242 invånare (2018).